# Seraina Boner
Seraina Boner, född 11 april 1982, är en schweizisk längdskidåkare bosatt i Davos.
Hon segrade i damklassen i Marcialonga 2011 och 2013 samt segrade i Birkebeinerrennet 2011 och 2012. Hon kom tvåa i damkassen i Vasaloppet 2013.